# Porostnica oszustka
Porostnica oszustka (Cryphia fraudatricula) – gatunek motyla z rodziny sówkowatych. Zamieszkuje palearktyczną Eurazję od Półwyspu Iberyjskiego po Amur. Gąsienice żerują na porostach.

## Taksonomia
Gatunek ten opisany został po raz pierwszy w 1803 roku przez Jacoba Hübnera pod nazwą Noctua fraudatricula. Jako lokalizację typową wskazano Europę.

## Morfologia
Motyl osiągający od 24 do 30 mm rozpiętości skrzydeł. Barwa głowy i tułowia jest ciemnoszara. Skrzydło przednie jest dwuipółkrotnie dłuższe niż szersze, o ostrym kącie wierzchołkowym. Strzępinę i tło ma szare, szarobrązowe lub szaroczarne, u nasady nie odbiegające zbytnio odcieniem od tego w polu środkowym. Przepaskę wewnętrzną ma wąską, czarną z białym obrzeżeniem od wewnętrznej strony, łukowato zakrzywioną, w pobliżu tylnego brzegu skrzydła drobno ząbkowaną. Przepaska zewnętrzna również jest wąska, czarna i łukowata. Pozostałe przepaski są zredukowane. Plamki mogą być silnie zredukowane lub całkiem zanikłe. W polu zewnętrznym i środkowym występuje poniżej żyłek medialnych wyraźna, ukośna, czarna kreska. Zazwyczaj obecne są też krótkie, ciemne kreski na zewnętrznej krawędzi skrzydła przy nasadzie strzępiny. Skrzydło tylne jest szarobrunatne z co najwyżej nieco jaśniejszą strzępiną i z ciemniejszą linią u jej nasady. Odwłok ma na wierzchniej stronie pęczki sterczących łusek. Genitalia samca mają krótki unkus, dobrze wykształcony sakus, pozbawiony wyrostków sakulus, długi i lekko zagięty edeagus bez cierni w wezyce, a także wąską i ku szczytowi nie zwężoną, pozbawioną długich szczecin po zewnętrznej stronie walwę o długim i wykrzywionym wyrostku w części kostalnej oraz trzech ząbkach na wierzchołku.

## Biologia i ekologia
Owad ten zasiedla nizinne lasy dębowe o skalistym podłożu, suche i ciepłe łąki, murawy kserotermiczne oraz środowiska naskalne. Gąsienice bytują na pniach, konarach, niższych gałęziach, kamieniach i skałach porośniętych porostami. Za dnia kryją się w oprzędach w różnych szczelinach, nocą zaś żerują na rozmiękczonych przez wilgoć porostach (lichenofagia). Osobniki dorosłe chętnie przysiadają za dnia na pniach, gałęziach, skałach i innych porośniętych porostami, maskując się tam za pomocą ubarwienia. Nocą przylatują do sztucznych źródeł światła.
Postacie dorosłe latają od końca maja do początku sierpnia, najliczniej występując w czerwcu. Jaja składane są w lipcu i na początku sierpnia. Gąsienice są stadium zimującym i obserwuje się je od sierpnia do początku maja. W maju następuje przepoczwarczenie.

## Rozprzestrzenienie
Gatunek palearktyczny. W Europie znany jest z Hiszpanii, Niemiec, Szwajcarii, Austrii, północnych Włoch, Danii (z Bornholmu), Litwy, Polski, Czech, Słowacji, Węgier, Białorusi, Ukrainy, Rumunii, Mołdawii, Bułgarii, Słowenii, Chorwacji, Bośni i Hercegowiny, Serbii, Czarnogóry, Albanii, Macedonii Północnej, Grecji oraz europejskiej części Rosji. W Azji podawany jest z syberyjskiej części Rosji
(od Uralu Południowego na wschód przez Ałtaj i Zabajkale po Amur), Turcji, Kazachstanu i Chin. Na starym kontynencie owad ten znajduje się w XXI wieku w ekspansji na północ.